# 락롱꾸언
락롱꾸언(Lạc Long Quân, 기원전 29세기 ~ 기원전 25세기) 또는 훙히엔브엉(Hùng Hiển Vương)은 베트남의 신화상의 국가인 씩뀌(Xích Quỷ) 왕국의 제2대 훙브엉(재위 기원전 2839년 - 기원전 2439)이다.
그는 어우꺼와 결혼하여 100명의 아들을 낳았다. 1개의 알이 부화하니 100명의 아들이 알에서 나왔다고 하며, 이 알에서 나온 백 명의 아들들이 백월의 시조가 되었다고 한다. 락롱꾸언은 아들 50명을 데리고 바닷가 지역을 중심으로 생활했고, 어우꺼는 나머지 50명의 아들과 산으로 가서 살았다 한다.

## 생애

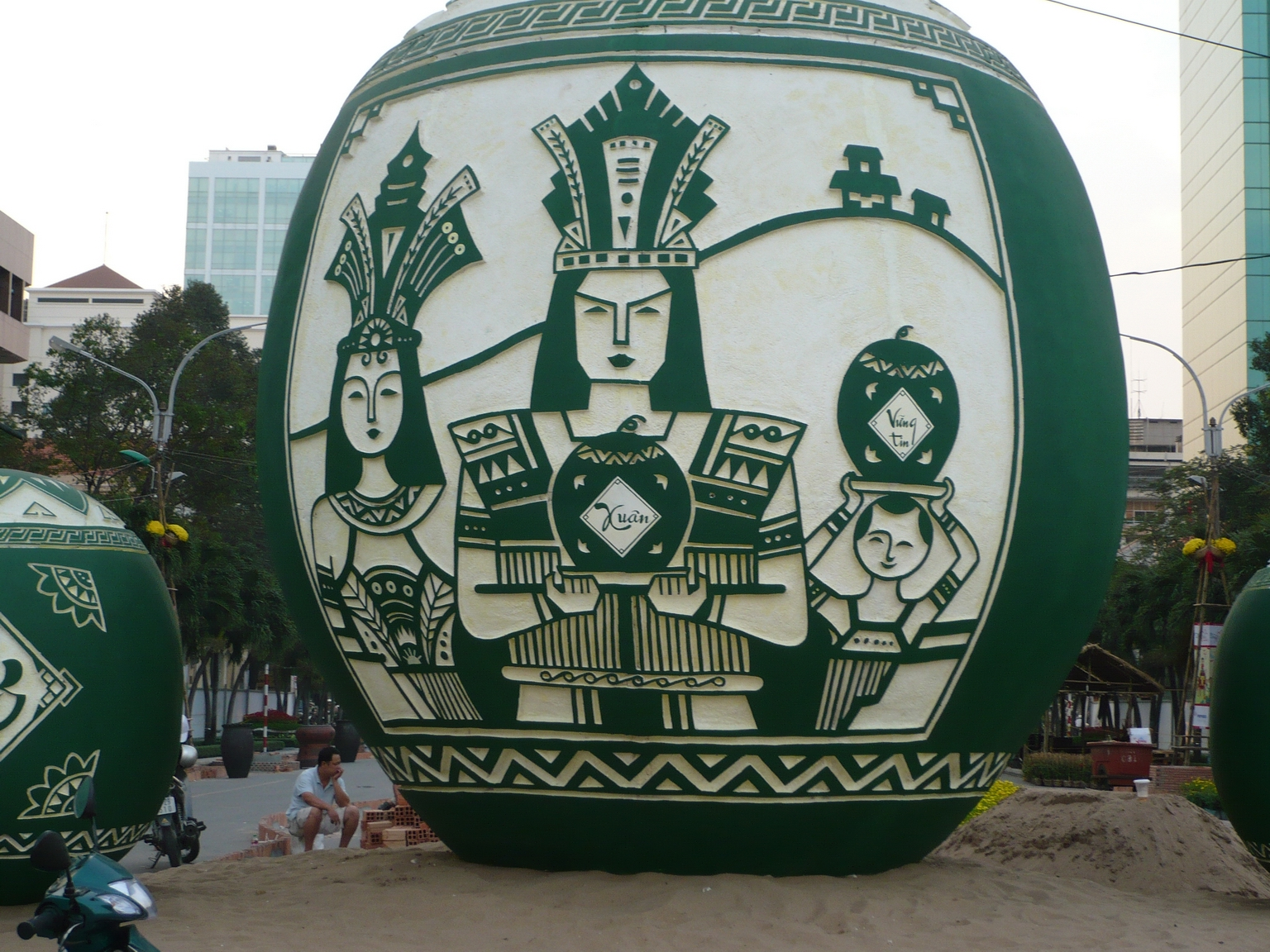
숭람과 어우꺼

락롱꾸언의 본명은 숭람이며, 낀즈엉브엉(Kinh Dương Vương)의 아들이다. 락롱꾸언은 염제 신농씨의 후손이다. 부왕 경양왕의 뒤를 이어 기원전 2839년에 즉위하여 기원전 2439까지 재위하였다 한다.
베트남의 전설적인 왕국인 씩뀌의 제 2대 왕으로, 데라이(Đế Lai)의 딸 또는 자신의 나라를 침략한 북방 국가 중국에서 납치한 왕비(또는 공주)인 어우꺼와 결혼하였고 백 명의 아들이 탄생하였다고 한다. 
그 후 락롱꾸언은 장남 훙브엉으로 하여금 반랑 왕국을 세우게 하고 그 왕위를 잇게 했다. 훙브엉의 왕국은 18대를 이으며 존속되었다. 문랑 왕국은 기원전 3세기까지 베트남의 북부 지역에 있던 왕조로, 청동기 사회였으며, 반랑 왕조의 대표적인 유물로는 동고 등이 있다.

### 사후
베트남에서는 매년 음력 3월 10일을 락롱꾸언의 기념일로 정하여 국경일로 한다. 락롱꾸언의 유적이 있는 해양성 빈다(Bình Đà)에서 진행하는 락롱꾸언 추모 행사의 제물에는 100명의 아들을 상징하는 100개의 바인쯩(Bánh chưng)와 바인재오(Bánh dẻo), 그리고 그의 아들 100명을 상징하는 의자 100개를 준비한다.

## 참고 서적
- 유인선, 《새로 쓴 베트남의 역사》(도서출판 이산, 2002)

## 같이 보기
- 베트남의 군주 목록
- 홍방
- 월나라
- 구천 (월나라)